# موگیلینو
موگیلینو (به بلغاری: Mogilino) یک منطقهٔ مسکونی در بلغارستان است که در استان روسه واقع شده‌است.
 موگیلینو  ۳۶۲ نفر جمعیت دارد و ۳۷۵ متر بالاتر از سطح دریا واقع شده‌است.